# Прапор Жовтих Вод
Пра́пор Жо́втих Вод — офіційний символ міста Жовті Води Дніпропетровської області. Автором проекту прапора є Анатолій Шевченко. 

## Опис та символіка прапора
Прапор являє собою прямокутне полотнище із співвідношенням ширини до довжини 2:3. По діагоналі прапор розділено на два поля червоного і синього кольорів.
Червоне поле символізує радянський період в історії міста, з яким пов'язаний розвиток промисловості. На червоному полі знаходиться символічне зображення атома з електронами, що вказує на видобуток й переробку уранової сировини.
Синє поле є символом величі і краси краю та його історичного минулого. В синьому полі розташоване зображення двох перехрещених шабель срібного кольору.
Нижня хвиляста смуга жовтого кольору символізує історичну перемогу Богдана Хмельницького над поляками у битві на річці Жовта під час Національно-визвольної війни 1648-1654 років.